# Чемпионат мира по фигурному катанию 2026
Чемпионат мира по фигурному катанию 2026 года — организованный Международным союзом конькобежцев (ИСУ) турнир, который планируется в столице Чехии Праге с 23 по 29 марта 2026 года. Будут разыграны медали в мужском, женском одиночном катании, парном катании и танцах на льду.

## Место проведения
В 2023 году ИСУ рассматривала три кандидата на право проведения мирового чемпионата 2026 года. Предоставило ИСУ это право чешскому городу Прага. Конкурентами этого города выступали столица Венгрии (Будапешт), и крупнейший австрийский город Инсбрук. ИСУ в шестой раз предоставил это право Чехии, Прага в четвёртый раз может принять мировой чемпионат по фигурному катанию. Последний раз чемпионат в столице Чехии проходил более 30 лет назад (1993 год).

## Состав участников
К соревнованиям допускаются фигуристы из стран, входящих в ISU, достигшие 17-летнего возраста на момент 1 июля 2025 года.
По итогам чемпионата 2025 года каждая страна вправе выставить в каждой дисциплине от 1 до 3 участников (пар). Национальные федерации (ассоциации) выбирают участников на основании собственных критериев, но заявленные участники должны достичь минимальной технической оценки элементов на международных соревнованиях, проводимых до чемпионата мира.